# 茨木町 (金沢市)
茨木町（いばらぎちょう）は、石川県金沢市は現行行政地名。丁目を持たない単独町名であり、住居表示未実施区域。

## 小中学校の校区
市立小学校に通う場合は犀桜小学校、市立中学校に通う場合は城南中学校に通う。

## 交通

### 鉄道
町内に鉄道駅はない。

### 道路
- 犀川大通り。

### バス
町内にバス停はない。